# Ashley Dupré
Ashley Rae Maika DiPietro más conocida por el nombre artístico Ashley Alexandra Dupré, es una ex prostituta. Ha trabajado como columnista de sexo para el New York Post, y como cantante.